# Catégories de services des trains italiens FS
 (novembre 2021).
Si vous disposez d'ouvrages ou d'articles de référence ou si vous connaissez des sites web de qualité traitant du thème abordé ici, merci de compléter l'article en donnant les références utiles à sa vérifiabilité et en les liant à la section « Notes et références ».
 (novembre 2018).
Améliorez-le ou discutez des points à vérifier. 
Les catégories de services des trains italiens FS sont les différentes appellations des classes et niveaux de confort des trains voyageurs des Chemins de fer italiens de la compagnie Trenitalia.
La classification UIC - Union internationale des chemins de fer, dont le but principal est de standardiser et d’améliorer les conditions de construction et d’exploitation des chemins de fer, particulièrement en matière de trafic international, a établi les deux classes standard 1ère et 2de avec la liste des prestations minimales à bord des trains de tous les pays européens mais laisse le soin à chaque compagnie d'apporter, en complément et pour des services de gamme supérieure, une appellation complémentaire.

## Catégories en vigueur depuis le 10 décembre 2012
Les catégories en vigueur pour les trains circulant en Italie, toutes compagnies ferroviaires confondues sont :
- Liaisons internationales avec réservation obligatoire :
  - EuroCity (EC)
  - TGV (uniquement pour la liaison Milan-Paris assurée par la SNCF)
  - EuroNight (EN)

- Liaisons nationales avec réservation obligatoire : 
  - Frecciarossa (FR AV)
  - Frecciargento (FA AV)
  - Frecciabianca (FB)
  - Intercity (IC)
  - Intercity Notte (ICN)
  - Espresso (E ou EXP) - catégorie utilisée uniquement pour les trains extraordinaires, comme les trains historiques à vapeur ou les trains de pèlerins pour Lourdes et pour les trains internationaux non gérés par Trenitalia, comme le Riviera Express ou le Venise-Simplon-Orient-Express.

- Liaisons régionales gérées directement par les Régions sans réservation :
  - Train métropolitain (M ou MET) - Ligne 2 (service ferroviaire métropolitain de Naples) et liaison suburbaine de Cagliari en Sardaigne ;
  - Train Regionale (R ou REG) ;
  - Train Regionale Veloce (RV), c'est-à-dire des trains rapides régionaux et/ou inter-régionaux.

- La société "Ente Autonomo Volturno", (ex "Circumvesuviana" adopte une classification ancienne, différente des autres compagnies[1] :
  - Treno accelerato - train omnibus (A ou ACC)
  - Treno diretto - train direct (D o DIR)
  - Treno direttissimo - train direct rapide (DD)

- La société lombarde Trenord adopte une classification qui lui est propre :
  - Treno suburbano - train express de banlieue (S)
  - Treno regionale - train régional (R ou REG)
  - RegioExpress (RE) - trains régionaux et transfrontaliers rapides
  - Malpensa Express (MXP) - liaisons rapides directes entre l'Aéroport de Milan Malpensa et les gares Milano Centrale ou Milano Cadorna.

## Les précédentes catégories des trains italiens
Avant la création de la compagnie ferroviaire nationale Ferrovie dello Stato en 1905, il existait 3 classes et les appellations des trains étaient :
- Trains omnibus,
- Trains ordinaires de voyageurs,
- Trains mixtes, avec dans le même convoi des voitures de voyageurs et de marchandises,
- Trains directs de voyageurs,
- Trains rapides de voyageurs;
- Train Royal.

En 1885, le Roi d'Italie accepte de créer deux autres catégories particulières : 
- Train rapide direct de 1ère classe uniquement ;
- Train local.

À la suite du décret royal du 26 juin 1889, les catégories deviennent :
- Train Royal ;
- Train rapide de luxe ;
- Train express ;
- Train direct ;
- Train omnibus ;
- Train mixte ;
- Train local ;
- Train militaire.

Ces catégories ont été maintenues après 1905 sous la gestion des FS. Seuls les trains mixtes ont été supprimés avec la séparation nette entre les deux unités de service, voyageurs et marchandises.
À partir de 1957, avec l'avènement des premières conventions internationales, les catégories sont réduites :
- Train rapide,
- Train direct national,
- Train direct inter-régional,
- Train local,
- Trans-Europ-Express - train de voyageurs de prestige rapides de 1ère classe

Au début des années 1980, conformément à la volonté d'unification des appellations en Europe, les FS adoptent les appellations :
- Train EuroCity, en remplacement des anciens Trans-Europ-Express,
- Train InterCity, en remplacement des trains rapides,
- Train express, train rapide sur longues distances faisant ne desservant que les grandes villes,
- Train direct,
- Train local.

En 1993, une nouvelle convention européenne modifie les appellations :
- Trains rapides avec supplément :
  - EuroCity (EC), train international roulant de jour,
  - EuroNight (EN), train international roulant de nuit,
  - InterCity (IC), train rapide national roulant de jour,

- Trains nationaux FS :
  - Train express (E ou EXP), train longues distances,
  - Train InterRegion (IR), train rapide inter-régional,

- Trains régionaux FS :
  - Train direct (D ou DIR), train courte distance ne desservant que les grandes villes,
  - Train régional (R ou REG), train courte distance desservant toutes les gares,
  - Train métropolitain, (M ou MET) Ligne 2 (service ferroviaire métropolitain de Naples) et Liaison suburbaine de Cagliari en Sardaigne,

En 1990, avec la mise en service de ETR 500, les FS créent la catégorie Eurostar Italia (ES) et, en 1999 Intercity Notte (ICN), des trains rapides nationaux roulant la nuit, l'équivalent des EuroNight au niveau national italien. 